# العلاقات الإسواتينية البيروية
العلاقات الإسواتينية البيروفية هي العلاقات الثنائية التي تجمع بين إسواتيني وبيرو.

## مقارنة بين البلدين
هذه مقارنة عامة ومرجعية للدولتين:
| وجه المقارنة                                              | إسواتيني                                   | بيرو                                   |
| --------------------------------------------------------- | ------------------------------------------ | -------------------------------------- |
| المساحة (كم2)                                             | 17.36 ألف                                  | 1.29 مليون                             |
| عدد السكان (نسمة)                                         | 1.37 مليون                                 | 32.16 مليون                            |
| الكثافة السكانية (ن./كم²)                                 | 78.92                                      | 24.93                                  |
| العاصمة                                                   | لوبامبا، مبابان                            | ليما                                   |
| اللغة الرسمية                                             | لغة إنجليزية، لغة سوازي                    | اللغة الإسبانية، اللغة الأيمرية، كتشوا |
| العملة                                                    | ليلانغيني سوازيلندي                        | سول بيروفي جديد                        |
| الناتج المحلي الإجمالي (بليون دولار)                      | 4.41 مليار                                 | 211.39 مليار                           |
| الناتج المحلي الإجمالي (تعادل القوة الشرائية) بليون دولار | 11.13 مليار                                | 393.13 مليار                           |
| الناتج المحلي الإجمالي الاسمي للفرد دولار أمريكي          | 3.20 ألف                                   | 6.03 ألف                               |
| الناتج المحلي الإجمالي للفرد دولار أمريكي                 | 8.29 ألف                                   | 11.99 ألف                              |
| مؤشر التنمية البشرية                                      | 0.531                                      | 0.740                                  |
| رمز المكالمات الدولي                                      | +268                                       | +51                                    |
| رمز الإنترنت                                              | .sz                                        | .pe                                    |
| المنطقة الزمنية                                           | التوقيت القياسي لجنوب أفريقيا، ت ع م+02:00 | توقيت بيرو، 00                         |

## منظمات دولية مشتركة
يشترك البلدان في عضوية مجموعة من المنظمات الدولية، منها:
| علم المنظمة | اسم المنظمة                               | تاريخ انضمام إسواتيني | تاريخ انضمام بيرو |
| ----------- | ----------------------------------------- | --------------------- | ----------------- |
|             | مؤسسة التنمية الدولية                     | 22 سبتمبر 1969        | 30 أغسطس 1961     |
|             | يونسكو                                    | 25 يناير 1978         | 21 نوفمبر 1946    |
|             | وكالة ضمان الاستثمار متعدد الأطراف        | 18 أبريل 1990         | 2 ديسمبر 1991     |
|             | الأمم المتحدة                             | 24 سبتمبر 1968        | 31 أكتوبر 1945    |
|             | الاتحاد البريدي العالمي                   | ?                     | ?                 |
|             | البنك الدولي للإنشاء والتعمير             | 22 سبتمبر 1969        | 31 ديسمبر 1945    |
|             | الاتحاد الدولي للاتصالات                  | 11 نوفمبر 1970        | 12 يوليو 1915     |
|             | منظمة حظر الأسلحة الكيميائية              | ?                     | ?                 |
|             | مؤسسة التمويل الدولية                     | 22 سبتمبر 1969        | 20 يوليو 1956     |
|             | المركز الدولي لتسوية المنازعات الاستشارية | 14 يوليو 1971         | 8 سبتمبر 1993     |
|             | منظمة التجارة العالمية                    | ?                     | ?                 |
|             | منظمة الشرطة الجنائية الدولية             | ?                     | ?                 |

## وصلات خارجية
- موقع وزارة الخارجية البيروفية